# Catherine Herron
Pour les articles homonymes, voir Herron.
Catherine Herron (née le 24 juin 1983 à Chambly dans la province de Québec au Canada) est une joueuse canadienne de hockey sur glace.

## Biographie
Elle commence le hockey à l'âge de huit ans, encouragée par son oncle Denis Herron qui a joué pour les Canadiens de Montréal, les Penguins de Pittsburgh et les Scouts de Kansas City. Elle joue dans des équipes de garçons jusqu'à l'âge de 14 ans.
Catherine Herron joue 2 saisons (2002-2003 et 2003-2004) pour les Patriotes du Collège St-Laurent dans la Ligue de hockey féminin collégial AA puis évolue 4 années avec les Martlets de l'université McGill (en) dans le championnat universitaire canadien. En 2009-2010, elle est la première gardienne titulaire de l’équipe inaugurale de hockey féminin des Carabins de l’Université de Montréal. Elle joue 15 matchs avec une moyenne 2,95 et une moyenne d’arrêt de 90,4% . Elle aide les Carabins  à se classer au deuxième rang de leur division et à participer aux séries éliminatoires de fin de saison.
Elle joue sa première saison en 2010-2011 avec les Stars de Montréal dans la Ligue canadienne de hockey féminin (LCHF). Lors de la saison, Herron est gardienne remplaçante et joue 3 matchs pour les Stars avec une moyenne d’arrêts de 0,941. À sa deuxième saison (2011-2012), elle défend le filet des stars lors de 4 matchs avec une moyenne de 2,27.

## Honneurs et distinctions individuelles
- Remporte deux fois la Coupe Clarkson (2011 et 2012)

- Remporte deux fois la saison régulière avec les Stars de Montréal (2011 et 2012).

- En 2009-2010, elle reçoit le titre de joueuse de l’année des Carabins de l’Université de Montréal.

- En 2004-2005, elle est nommée au sein de l’Équipe des recrues étoiles du championnat universitaire canadien alors qu’elle évolue avec les Matlets de McGill.

- En 2003-2004, elle est élue joueuse de l’année du RSEQ et dans la première équipe d'étoiles collégiales alors qu’elle joue pour les Patriotes du Cégep St-Laurent.

## Carrière d'entraîneuse
Herron entraîne les gardiennes de but dans l'équipe de son ancien Cégep pour la saison 2015-2016 .

## Statistiques

### En club
| Saison    | Équipe                  | Ligue |    | Saison régulière | Saison régulière | Saison régulière | Saison régulière | Saison régulière | Saison régulière | Saison régulière | Saison régulière | Saison régulière | Saison régulière |   | Séries éliminatoires | Séries éliminatoires | Séries éliminatoires | Séries éliminatoires | Séries éliminatoires | Séries éliminatoires | Séries éliminatoires | Séries éliminatoires | Séries éliminatoires |
| Saison    | Équipe                  | Ligue | PJ | V                | D                | Pr/N             | Min              | BC               | Moy              | % Arr            | Bl               | Pun              | PJ               | V | D                    | Min                  | BC                   | Moy                  | % Arr                | Bl                   | Pun                  |                      |                      |
| 2010-2011 | Stars de Montréal       | LCHF  | 3  |                  |                  |                  |                  | 2,33             | 92,4             |                  |                  |                  | -                | - | -                    | -                    | -                    | -                    | -                    | -                    | -                    |                      |                      |
| 2011-2012 | Stars de Montréal       | LCHF  | 4  |                  |                  |                  |                  | 2,27             | 91,9             |                  |                  |                  | 0                | 0 | 0                    | 0                    | 0                    | 0                    | 0                    | 0                    | 0                    |                      |                      |
| 2013-2014 | Stars de Montréal       | LCHF  | 17 |                  |                  |                  |                  | 2,10             | 91,1             |                  |                  |                  | 3                |   |                      |                      |                      | 1,89                 | 92,3                 |                      |                      |                      |                      |
| 2014–2015 | Stars de Montréal       | LCHF  | 6  |                  |                  |                  |                  | 2,43             | 90               |                  |                  |                  | 0                | 0 | 0                    | 0                    | 0                    | 0                    | 0                    | 0                    | 0                    |                      |                      |
| 2016–2017 | Canadiennes de Montréal | LCHF  | 9  |                  |                  |                  |                  | 2,45             | 89,3             |                  |                  |                  | 0                | 0 | 0                    | 0                    | 0                    | 0                    | 0                    | 0                    | 0                    |                      |                      |
| 2017-2018 | Canadiennes de Montréal | LCHF  | 5  |                  |                  |                  |                  | 3,73             | 84               |                  |                  |                  | -                | - | -                    | -                    | -                    | -                    | -                    | -                    | -                    |                      |                      |